# زیردریایی کی-۵۶ (۱۹۶۵)
زیردریایی کی-۵۶ (۱۹۶۵) (به انگلیسی: Soviet submarine K-56 (1965)) یک زیردریایی است که طول آن ۱۱۵ متر (۳۷۷ فوت ۴ اینچ) می‌باشد. این زیردریایی در سال ۱۹۶۶ ساخته شد.